# Inscrutabili Dei consilio
Inscrutabili Dei consilio – encyklika papieża Leona XIII napisana dnia uroczystego Wielkanocy 21 kwietnia, roku 1878 w pierwszym roku jego pontyfikatu. Jej pierwsze słowa, od której powstała nazwa encykliki brzmią: Nieprzeniknionym wyrokiem Bożym.
Leon XIII w tej encyklice opowiadając o złu i jego przyczynach zwraca uwagę na szczególną, jego zdaniem, rolę Kościoła w jego zwalczaniu. Mówi o posłannictwie oraz władzy nauczania pasterzy Kościoła (również jeśli chodzi o osobę papieża) podkreślając, że muszą pozostać w jedności, której gwarantem jest właśnie następca świętego Piotra. Część encykliki jest również poświęcona sprawie poszanowania sakramentalnego charakteru małżeństwa.
Na końcu Leon XIII błogosławi czytającym i życzy radosnych świąt Wielkanocy.